# Téa Leoni
Elizabeth Téa Pantaleoni, známá spíše pod pseudonymem Téa Leoni (* 25. února 1966, New York, USA), je americká filmová herečka s polskými a italskými kořeny, pokračovatelka dlouholeté rodinné herecké tradice. Kromě herectví je známá také jako manželka herce Davida Duchovnyho (1997–2014). V rámci svého povolání se proslavila zejména rolemi ve filmech Jurský park 3, Mizerové, Drtivý dopad a řadě dalších.